# Cruise for a Corpse
Cruise for a Corpse (in originale Croisière pour un cadavre) è un'avventura grafica a sfondo poliziesco del 1991 per Amiga, Atari ST e MS-DOS, dotata di interfaccia punta-e-clicca.

## Trama
Nel gioco, ambientato nel 1927, si interpreta Raoul Dusentier, celebre ispettore di polizia che riceve un invito dal magnate Niklos Karaboudjan per l'inaugurazione della sua nuova imbarcazione. Ma Karaboudjan viene trovato morto nel suo ufficio, poco tempo dopo la partenza dal porto: sarà compito del giocatore indagare sull'omicidio.

## Modalità di gioco
Cruise for a Corpse è caratterizzato da un'impostazione grafica innovativa per l'epoca: sono infatti presenti sfondi disegnati a mano e digitalizzati, mentre personaggi e oggetti sono costituiti da poligoni: tecnica simile a quella già utilizzata per Another World. Questo metodo permette una maggiore naturalezza delle animazioni e un minore spazio su disco occupato rispetto alle animazioni bitmap di altri motori grafici come lo SCUMM, a discapito però di un minore dettaglio grafico, specie in caso di inquadrature in primo piano. La visuale è in terza persona, e si utilizza il mouse per interagire con l'ambiente. Un elemento importante è costituito da un orologio interno che, dopo la risoluzione di ogni enigma, scorre in avanti sottolineando così il progredire della trama e l'avanzamento nel gioco.